# India Office
Das India Office war eine Behörde (Ministerium) der britischen Regierung mit Zuständigkeit für alle Fragen der Verwaltung Britisch-Indiens. Es wurde aufgrund des Government of India Acts von 1858 eingerichtet und bestand bis zur Entlassung in die Unabhängigkeit und Teilung Indiens im Jahre 1947. Geleitet wurde es vom Secretary of State for India.

## Geschichte
Der Government of India Act von 1858 wurde vor dem Hintergrund des Indischen Aufstands von 1857 am 2. August 1858 vom britischen Parlament verabschiedet. Durch ihn wurden die Besitzungen der Britischen Ostindien-Kompanie als Kronkolonie der britischen Krone unterstellt. Das bisherige Board of Control wurde aufgelöst und an seiner Stelle das India Office unter der Leitung eines Staatssekretärs für Indien geschaffen. Dieser war als Mitglied des Kabinetts dem britischen Parlament verantwortlich und übte seine Funktionen über den Generalgouverneur und Vizekönig von Indien und den Indian Civil Service aus. Zur Seite stand ihm als Beratungsgremium der 15-köpfige Council of India.
Zu den Aufgaben des India Office gehörte die Vorbereitung der Legislation des britischen Parlaments in allen Indien betreffenden Fragen. Zu den wichtigen Reformen im Hinblick auf eine verstärkte indische Selbstverwaltung zählen die Indian Councils Acts von 1861 ff. sowie die Government of India Acts von 1919 und 1935.
Für das 1937 aus Britisch-Indien ausgegliederte Burma wurde ein eigenes Burma Office geschaffen und die Amtsbezeichnung des Staatssekretärs für Indien in Secretary of State for India and Burma geändert. Das India Office wurde 1947 nach der Unabhängigkeit Indiens und Pakistans aufgelöst. Die Zuständigkeit für die beiden neuen Dominions ging auf das Commonwealth Relations Office über (vorher Dominions Office).

## Sitz

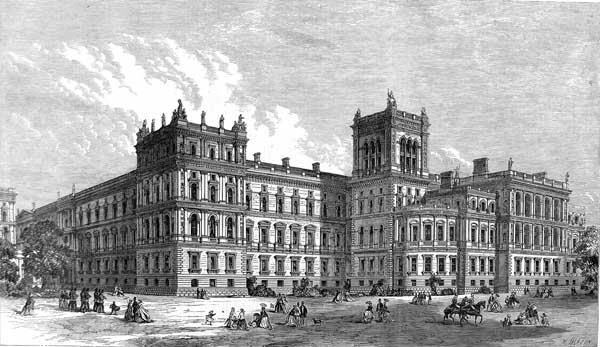
Blick auf den Sitz des India Office und des Foreign Office, 19. Jahrhundert

Sitz des India Office war ab 1868 das Gebäude des heutigen Foreign and Commonwealth Office in Whitehall. Die Büros befanden sich mit denen des Foreign Office im Westflügel des Gebäudes, während im anderen Flügel das Home Office und das Colonial Office beheimatet waren.